# بلايني كامبل
بلايني كامبل (بالإنجليزية: Blaine Campbell)‏ هو سياسي أمريكي، ولد في 28 مارس 1940. حزبياً، نشط في الحزب الجمهوري. وقد انتخب عضو داكوتا الجنوبية البيت النواب.